# بيل ديتريش
بيل ديتريش (بالإنجليزية: Bill Dietrich)‏ هو لاعب كرة قاعدة أمريكي، ولد في 29 مارس 1910 في فيلادلفيا في الولايات المتحدة، وتوفي بنفس المكان في 20 يونيو 1978.

## وصلات خارجية
- بيل ديتريش على موقعبيزبول رفرنس.كوم (الدوري الرئيسي) (الإنجليزية)
- بيل ديتريش على موقعبيزبول رفرنس.كوم (الدوري الثانوي) (الإنجليزية)